# Treacherous
«Treacherous» (с англ. — «Коварный») — песня американской певицы Тейлор Свифт, с её четвёртого студийного альбома Red. Песня «Treacherous», написанная Свифт и Дэном Уилсоном, который также спродюсировал трек, исследует тему свиданий и отношений с «плохими мальчиками». Оригинальное демо «Treacherous» было выпущено в качестве двадцатого трека в делюкс-версии альбома Red.
Песня «Treacherous» получила положительные отзывы от музыкальных критиков, многие из которых хвалили авторскую работу Свифт. После выхода альбома Red она заняла второе место в Billboard Bubbling Under Hot 100. Песня «Treacherous» была включена в регулярный сетлист тура The Red Tour.
Перезаписанная версия, «Treacherous (Taylor’s Version)», была выпущена в рамках перезаписанного альбома Свифт Red (Taylor’s Version) 12 ноября 2021 года.

## История
Тейлор выпустила свой третий студийный альбом Speak Now в 2010 году. Она написала альбом полностью самостоятельно, а сопродюсировал его её давний соавтор Нейтан Чапмен. Альбом развивает кантри-поп звучание двух её предыдущих альбомов, с элементами поп-музыки, которые были заметны в её предшественнике Fearless (2008).
Тейлор сказал в интервью Taste of Country: «Я написала „Treacherous“ с Дэном Уилсоном, и мы придумали способ сказать: „Это опасно, и я понимаю, что мне может быть больно, если я пройду через это, если я буду двигаться вперёд с тобой. Но… но я хочу этого“. Понимаете? Это как такое противоречивое чувство риска каждый раз, когда ты влюбляешься — особенно в определенных типов людей». В интервью The A.V. Club Уилсон описал Свифт как «полную волнений» в процессе написания песни, заявив, что она пришла к нему в студию очень взволнованная и сказала: «У меня была идея в машине». Она напела ему первые три или четыре строчки и сказала: «Я хочу назвать эту песню „Treacherous“, а припев может быть таким».

## Композиция
Песня «Treacherous» начинается со струн гитары и перкуссии, которые прогрессируют, прежде чем вспыхнуть в финале. Рэндалл Робертс из Los Angeles Times назвал песню «романтикой на мандолине».
Текст песни «Treacherous» исследует темы свиданий и отношений с «плохими мальчиками». «Treacherous» была описана Джессикой Сагер из журнала Parade как «самая откровенно сексуальная песня Свифт до момента выхода Red».
Секретное послание к песне «Treacherous», размещённое в буклете альбома Red, гласит: «Won’t stop 'till it’s over» («Не остановлюсь, пока всё не закончится»), слова из песни группы The Temper Trap «Sweet Disposition».

## Отзывы
В рецензиях альбома Red отзывы на «Treacherous» были в целом положительными, критики высоко оценили авторство песен Свифт. Эндрю Хампп и Джейсон Липшутц из Billboard описали песню как эмоциональную, со стихами «тихой, исповедальной красоты». Крис Уиллман из The Hollywood Reporter назвал «Treacherous» самой сексуальной песней Свифт и высоко оценил её вокал вместе с припевом. Idolator высоко оценил вокал Свифт в «Treacherous», сказав, что он «поднимается до угрожающей силы».
За годы своего существования песня «Treacherous» получила широкое признание критиков, и многие назвали ее одной из лучших песен Свифт. В 2021 году Роб Шеффилд, написавший обзор для Rolling Stone, назвал её 62-м лучшим треком Свифт (из примерно двух сотен), заявив, что она «смело преодолевает лыжные склоны любви, с кипящей акустической гитарой, которая в конце концов взрывается на полпути». В том же году три автора журнала Time в совокупности назвали «Treacherous» второй лучшей песней Red, при этом Саманта Куни назвала её «преступно недооцененной», а Аннабел Гаттерман заявила, что это «великолепная песня» и «красивая баллада о том, как рисковать своим сердцем, когда знаешь, что все может закончиться плохо». В 2022 году автор American Songwriter Алекс Хоппер назвал «Treacherous» кульминационным моментом Red, который он назвал лучшим альбомом Свифт.

## Коммерческий приём
После выхода альбома Red 22 октября 2012 года на лейбле Big Machine Records песня «Treacherous» достигла второго место в чарте Bubbling Under Hot 100 Singles, 26-го места в кантри-чарте Hot Country Songs и 65-го места в Canadian Hot 100.
В 2021 году Свифт перезаписала весь альбом Red, включая «Treacherous», и он был выпущен под лейблом Republic Records. Песня «Treacherous (Taylor’s Version)» дебютировала в топ-50 в Австралии (№ 38), Канаде (№ 41) и Сингапуре (№ 30). В США песня достигла 54-го места в Billboard Hot 100 и 15-го места в кантри-чарте Hot Country Songs. В Великобритании песня достигла 67-го месте в чарте Audio Streaming Chart. Она также достигла 42-го места в Billboard Global 200.

## Концертные исполнения
Свифт впервые исполнила песню во время живого общения в Google+, когда она анонсировала альбом Red 13 августа 2012 года. Она исполнила акустическую версию «Treacherous» в поместье своей матери в Нашвилле, штат Теннесси. Свифт включила песню «Treacherous» в сет-лист тура The Red Tour (2013—2014). В 2018 году она неожиданно исполнила трек в качестве «песни-сюрприза» на своем шоу Reputation Stadium Tour в Филадельфии.

## Позиции в чартах
| Чарты (2012)                                   | Высшая позиция |
| ---------------------------------------------- | -------------- |
| Канада (Billboard Canadian Hot 100)            | 65             |
| США (Billboard Hot Country Songs)              | 26             |
| США (Billboard Bubbling Under Hot 100 Singles) | 2              |

| Чарты (2021)                        | Высшая позиция |
| ----------------------------------- | -------------- |
| Австралия (ARIA)                    | 38             |
| Канада (Billboard Canadian Hot 100) | 41             |
| Мир (Billboard Global 200)          | 42             |
| Сингапур (RIAS)                     | 30             |
| Великобритания (UK Streaming Chart) | 67             |
| США (Billboard Hot 100)             | 54             |
| США (Billboard Hot Country Songs)   | 15             |